# Poiana Teiului
Poiana Teiului es una comuna ubicada en el distrito de Neamț, Rumania.

## Superficie
Posee una superficie de 165,6 kilómetros cuadrados.

## Demografía
Hasta 2021 la población era de 4089 habitantes, con una densidad de población de 24,69 habitantes por kilómetro cuadrado.